# Taphomimus sarawakanus
Taphomimus sarawakanus is een keversoort uit de familie netschildkevers (Lycidae). De wetenschappelijke naam van de soort werd in 1996 gepubliceerd door Sergey Vasiljevich Kazantsev.